# Integrated services digital network

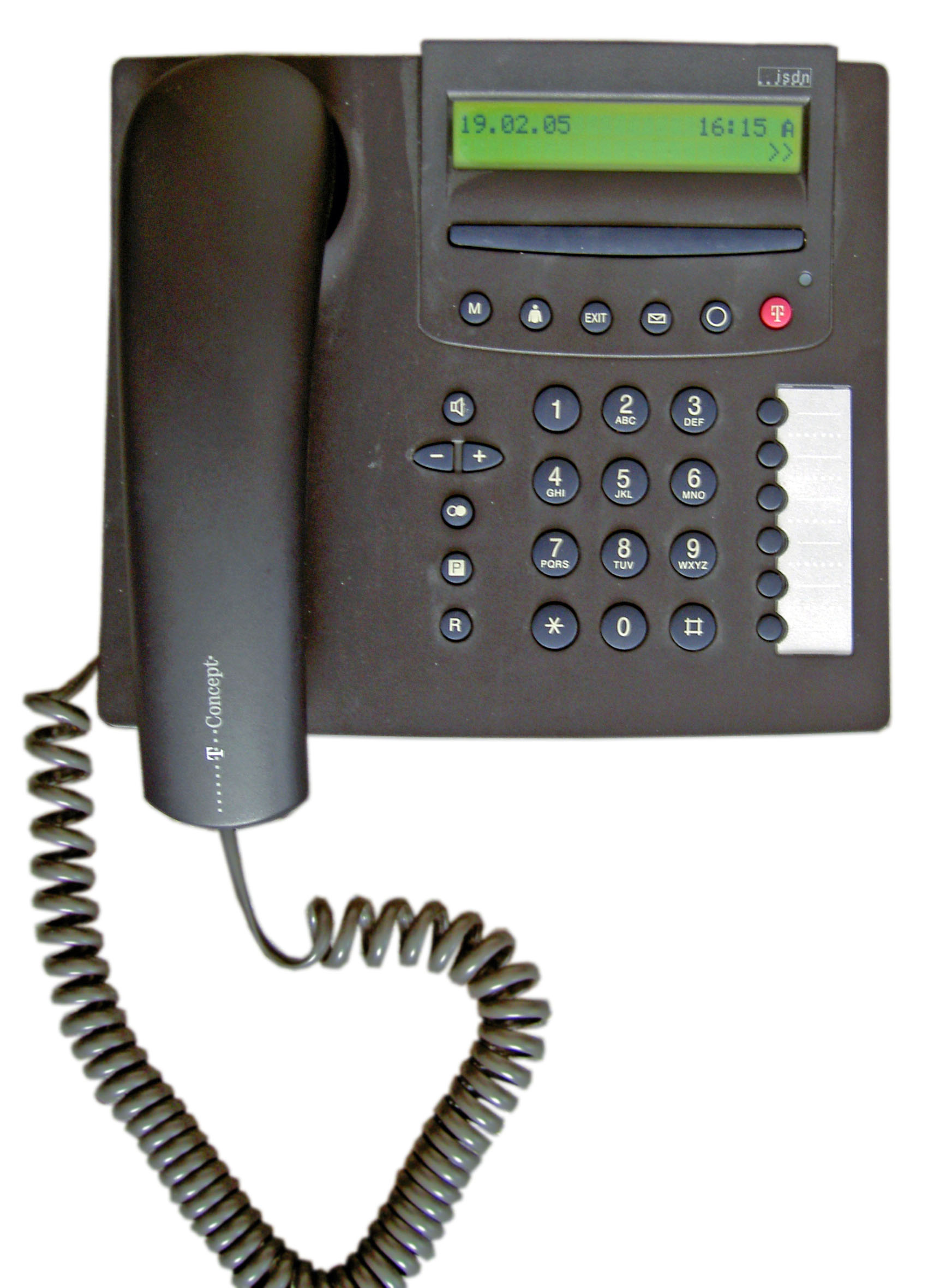
ISDN-telefoon van Deutsche Telekom

Integrated services digital network (ISDN) is een vorm van digitale telefonie. Het is een alternatief van het analoge POTS. Met ISDN kunnen over een koperen tweedraadsverbinding op wijkniveau meer gegevens worden getransporteerd dan doorgaans met POTS (Plain Old Telephone Service) (soms ook wel foutief PSTN genoemd) mogelijk is. ISDN wordt ook wel Annex-B-telefonie genoemd.
De Engelse betekenis staat grofweg voor 'dienstintegrerend digitaal netwerk'. Dat betekent dat men niet voor iedere dienst een eigen net nodig heeft maar dat het net in staat is verschillende diensten af te handelen. Over hetzelfde netwerk kunnen niet alleen telefoongesprekken maar ook video- en datadiensten (Teletex, Datex, Telefax, Telemetrie e.d.) gevoerd worden. Omdat ISDN in tegenstelling tot een analoge aansluiting de data digitaal over de lijn stuurt, kan de capaciteit van de leiding beter benut worden.
Een ISDN-verbinding is opgebouwd uit kanalen: één of meer B-kanalen (Bearer=drager) en één D-kanaal (Data). Het D-kanaal wordt gebruikt voor de signalering van inkomende en uitgaande oproepen (zoals het kiezen van een nummer of het laten rinkelen van een aangesloten telefoontoestel). Voor de daadwerkelijke verbinding, zoals spraak of (fax)gegevens wordt gebruikgemaakt van de B-kanalen. ISDN-lijnen met twee B-kanalen worden ook wel aangeduid met "2B+D". ISDN-aansluitingen met 30 B-kanalen worden ook wel aangeduid met "30B+D".
Iedere lidstaat van de Europese Unie beschikte over een ISDN-telecommunicatieinfrastructuur, maar deze is in de meeste landen geleidelijk afgebouwd. ISDN genoot een relatief grote populariteit in Duitsland, Nederland en België, vooral onder bedrijven, waar ISDN tot wel 33% respectievelijk 20% en 17% van de aansluitingen uitmaakte.

## Kenmerken

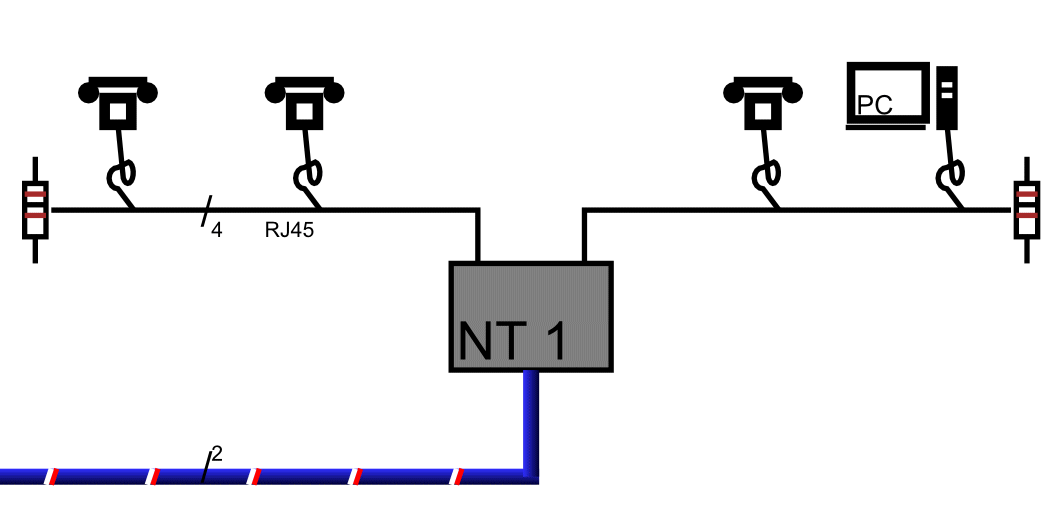
Aansluitschema. Alle ISDN-telefoontoestellen en andere apparaten zijn met korte leidingen (max. 10 m) aangesloten op de 4-aderige bus. De bus loopt door de NT1. Aan de uiteinden van de bus bevinden zich afsluitweerstanden.

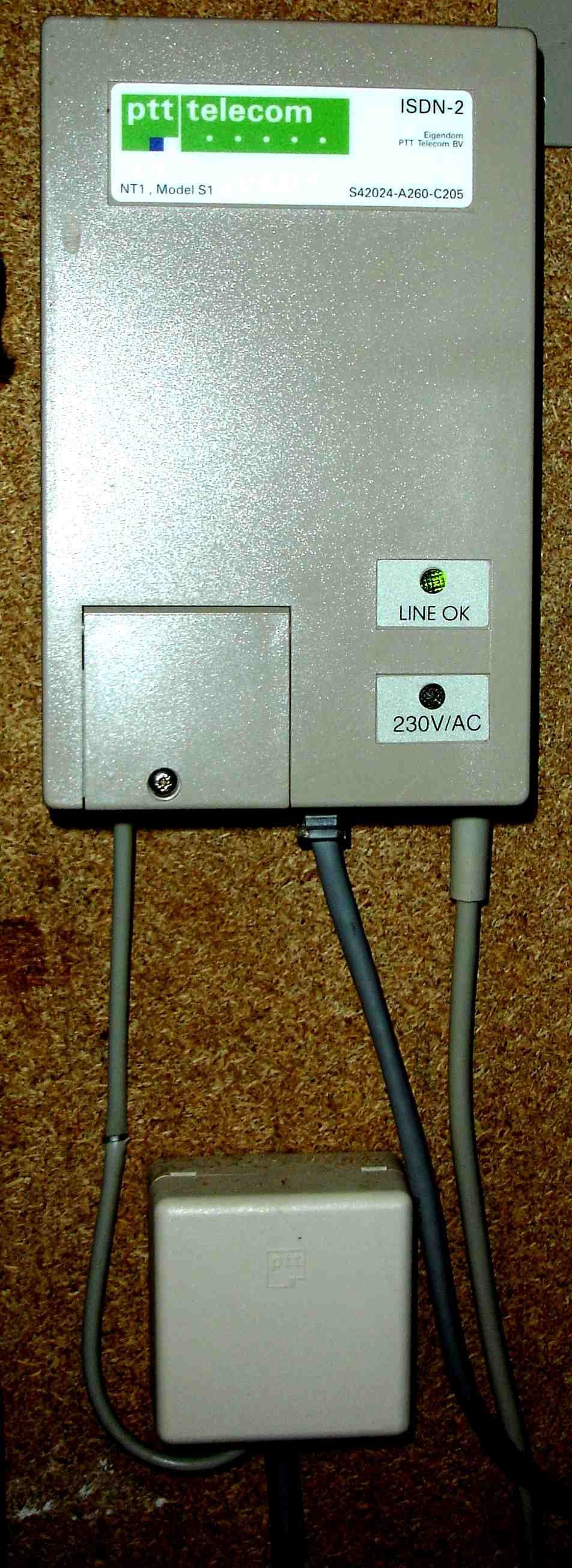
NT1 (boven) en IS/RA (onder)

### Algemeen
Het belangrijkste onderscheid van ISDN ten opzichte van een analoge aansluiting is de digitale signaaloverdracht van centrale tot aan de telefoon. Hierdoor is het mogelijk over een enkele aansluiting meerdere telefoniekanalen aan te bieden. Een ISDN-2-aansluiting stelt twee kanalen ter beschikking, die volledig onafhankelijk van elkaar voor telefoongesprekken, fax of dataoverdracht gebruikt kunnen worden; men kan bijvoorbeeld tegelijk telefoneren en op internet surfen.

### NT1
Het ISDN-signaal komt bij de klant binnen op de IS/RA en wordt afgewerkt op een NT1 (Network Termination Unit). In het begin werd deze NT1 alleen door de monteur geplaatst, later konden telecominstallateurs en weer later de klant zelf deze NT1 plaatsen. In België wordt de NT1 altijd geplaatst door Proximus.
Zonder NT1 is er geen ISDN mogelijk, aangezien deze een soort afsluitweerstand is. Het is ook de taak van de NT1 om het inkomende paar (2-draads) om te zetten naar 2 paar (4-draads) waarvan dan een paar om te zenden (Transmit TX) en een paar om te ontvangen (Receive RX). De lijn tot de NT1 wordt ook wel de Y-bus genoemd (2-draads). Op de NT1 zitten twee aansluitingen. Op deze aansluitingen kan ISDN-apparatuur worden aangesloten. Dit kan een telefoon, fax, modem of een PABX (telefooncentrale) zijn. Deze aansluitingen worden de S0-bus genoemd (4-draads).
Bovenstaande geldt niet voor ISDN-30: in dat geval wordt een ander apparaat geplaatst welke zorgt voor de 2Mb verbinding. Functie en werking is wat anders dan die van de NT1.

### Meer telefoonnummers
Bij ISDN is er een scheiding tussen de lijn en het telefoonnummer. Per ISDN2-aansluiting kunnen maximaal 8 nummers worden toegewezen. Deze telefoonnummers worden Multiple Subscriber Number, MSN's genoemd en worden niet aan lijnen toegewezen, maar aan aangesloten randapparatuur, zoals telefoons of andere gebruiksapparaten. Het gevolg is dat bijvoorbeeld twee telefoontoestellen hetzelfde nummer kunnen hebben, waarbij ze beide rinkelen als op het betreffende nummer gebeld wordt. Indien een van de telefoons in gesprek is, is de tweede lijn nog steeds vrij en kan op hetzelfde telefoonnummer een ander gesprek binnen komen, waarna de andere telefoon rinkelt. Een telefoontoestel kan ook meerdere telefoonnummers hebben, waardoor de telefoon rinkelt als op een van de betreffende nummers een gespreksoproep binnenkomt. Ook maakt ISDN onderscheid in diensten. Als bijvoorbeeld een computer en een telefoontoestel hetzelfde telefoonnummer hebben en de computer wordt van buitenaf door een andere computer gebeld, dan zal de telefoon niet rinkelen omdat deze geen datadienst ondersteunt. Indien een spraakoproep binnenkomt, zal de computer deze alleen beantwoorden als deze is ingesteld om ook spraakoproepen te beantwoorden (bijvoorbeeld als er een programma is geïnstalleerd dat als antwoordapparaat werkt).
Waar ook een onderscheid moet gemaakt worden is het profiel die aan een ISDN-lijn wordt toegekend, profiel wordt door provider geconfigureerd in de wijkcentrale.
Voor een gewone ISDN-lijn wordt deze geconfigureerd volgens het point-to-multipoint-principe, hiermee wordt bedoeld dat er meerdere toestellen op de S0-bus kunnen worden gekoppeld.
Het tweede principe is point to point, hier kan je aan de S0-bus maar een enkel apparaat koppelen. Dit is bijna altijd een ISDN PABX-telefooncentrale.
Op een ISDN-lijn worden vaak standaard meerdere nummers toegewezen. Dit kunnen meerdere losse nummers zijn, maar ook kleine reeksen van 4 of 10 opeenvolgende nummers. Dit wordt dan ook meestal gebruikt voor het direct aankiezen van toestellen/personen. In alle gevallen zal een van de nummers worden aangewezen als hoofdnummer en ook als zodanig worden vermeld bij informatiediensten, in het telefoonboek et cetera.

### Hogere kwaliteit
De digitale techniek maakt talrijke kwaliteitsverbeteringen ten opzichte van de analoge techniek mogelijk: de signalen kunnen, indien een gesprek alleen maar over digitale lijnen getransporteerd wordt, verliesvrij overgedragen worden. Bij analoge overdracht wordt het signaal slechts versterkt, niet geregenereerd. Dat betekent dat niet alleen het daadwerkelijke spraaksignaal wordt versterkt, maar ook ruis. Hoe langer een verbindingslijn is, hoe kleiner de signaal-ruisverhouding (en hoe slechter dus de geluidskwaliteit) bij een analoge lijn wordt. De geluidskwaliteit van digitale verbindingen is daardoor beduidend beter. Bovendien is gegevensoverdracht sneller doordat het niet nodig is een modem in te zetten die de gegevens omzet in analoge signalen, maar de gegevens direct in digitale vorm over het telefoonnet getransporteerd worden.
Met ISDN wordt een verbinding aanzienlijk sneller opgebouwd dan met POTS. Dit kan een groot voordeel zijn bij toepassingen met een automatische verbindingsopbouw, zoals bij een dialup-Internetverbinding met een modem.
Om analoge apparatuur zoals telefoons, faxen, antwoordapparaten of modems op een ISDN-aansluiting aan te sluiten heeft men een A/B-adapter nodig, ook wel terminaladapter (afgekort TA) genoemd. Een voorbeeld hiervan is de Quattrovox, die werkt als een soort huistelefooncentrale voor analoge telefoons, maar is aangesloten op een ISDN-lijn.

### Varianten
| Type    | D | snelheid  | B  | snelheid  |
| ------- | - | --------- | -- | --------- |
| ISDN-1  | 1 | 16 kbit/s | 1  | 64 kbit/s |
| ISDN-2  | 1 | 16 kbit/s | 2  | 64 kbit/s |
| ISDN-30 | 1 | 64 kbit/s | 30 | 64 kbit/s |

ISDN wordt in diverse landen in verschillende vormen geleverd. In Nederland en België zijn dat een ISDN-2 (ook BRI, Basic Rate Interface, genoemd) en ISDN-30 (ook PRI, Primary Rate Interface, genoemd) voor respectievelijk 2 en 30 B-kanalen van 64 kbit/s (kilobit per seconde, soms ook afgekort als 'kbps') full duplex. Een B-kanaal van 64 kbit/s kan exact één PCM-spraaksignaal transporteren.
In Nederland is ISDN ook leverbaar in de varianten ISDN-15 en ISDN-20. Deze zijn technisch gelijkwaardig aan ISDN-30, maar met een kleinere capaciteit, resp. 15 en 20 B-kanalen. Het D-kanaal heeft een bandbreedte van 16 kbit/s bij ISDN-2 en 64 kbit/s bij ISDN-30. Het D-kanaal gebruikt een op X.25 gebaseerd protocol. Een kanaal is goed voor de opbouw van een verbinding, men beschikt dus over twee of dertig gelijktijdige gesprekken of dataverbindingen (bv. fax).
Het B-kanaal is het "spreekkanaal", terwijl het D-kanaal een controlekanaal is dat altijd open staat. Het D-kanaal wordt tegenwoordig ook gebruikt voor pinautomaten en alarminstallaties. Men spreekt dan over 'Digiaccess'. Digiaccess staat op de nominatie te verdwijnen, ten gunste van PIN en alarm over ADSL. In Nederland is KPN officieel per 1 januari 2015 gestopt met Digiaccess.

## Techniek
Het digitale signaal van ISDN wordt getransporteerd over een modemverbinding, tussen de wijkcentrale en de NT-1. De NT-1 zelf is dus een modem. Op de S0-bus is het bekende 2B+D beschikbaar, met een totale bandbreedte van 64 + 64 + 16 = 144 kbit/s. Met de overhead van het transportprotocol zelf is de totale bandbreedte 192 kbit/s. Dit zorgt dan ook voor het verschil tussen ADSL-modems voor Annex-A (analoog) en Annex-B (ISDN). Bij ADSL voor Annex-A is er slechts een beperkte analoge bandbreedte nodig voor spraak (300–3400 Hz), waardoor de signalen voor ADSL op een relatief lage frequentie kunnen starten, zie de uitleg van ADSL. Voor ADSL over ISDN (dus Annex-B) geldt dat in zijn geheel een veel grotere bandbreedte gebruikt wordt om de gegeven 192 kbit/s aan data voor ISDN te kunnen versturen. De startfrequentie voor ADSL Annex-B ligt dan ook hoger. Het logische gevolg is dat de snelheden versus de afstand die gehaald kunnen worden over de koperdraden waar alleen een analoge telefoonverbinding actief is, hoger is dan die voor een ISDN-verbinding.
Technisch (en wiskundig) gezien zou een ADSL-modem dat het volledig beschikbare frequentiespectrum over de koperdraden zou kunnen gebruiken, hogere snelheden kunnen halen dan nu het geval is. De extra 25 kHz die beschikbaar komt, maakt het verschil. In het perspectief gezet: over analoge telefoonverbindingen, die een frequentiebereik van 300–3400 Hz konden overdragen, was het mogelijk om een maximale datasnelheid van 28,8 kbit/s te behalen. Doordat het ISDN-net voor de analoge spraak iets meer bandbreedte ter beschikking heeft, was ook de maximaal haalbare modemsnelheid hoger; 33,6 kbit/s.
Door gebruik te maken van de digitale eigenschappen van het openbare ISDN-telefoonnet, konden met gebruik van V.90-modems zelfs theoretische (download)snelheden van maximaal 56 kbit/s worden behaald. Hierbij werd vanuit de ISDN-aansluiting bij de service provider het signaal naar de aansluiting van de gebruiker digitaal verzonden tot aan de wijkcentrale van de abonnee. Naar de wijkcentrale moesten modems alsnog "normale" V.34 modulatie gebruiken. Twee V.90-modems kunnen onderling slechts gebruikmaken van de V.34-technologie, waarbij de maximale snelheid in beide richtingen 33,6 kbit/s is.
Alle specificaties met betrekking tot ISDN zijn beschreven in ITU-T-standaarden. Deze standaarden zijn verdeeld in een aantal categorieën waarbij elke categorie wordt aangeduid met een letter. Alle standaarden en protocollen over ISDN zijn samengebracht in een eigen categorie, toepasselijk beginnend met de letter I. Een overzicht van deze standaarden is te vinden op de website van de ITU-T.

## Populariteit
Gedurende de tweede helft van de jaren 90 genoot ISDN een sterke populariteit. Met ISDN kon een hogere snelheid en grotere betrouwbaarheid bereikt worden dan met een analoog modem en de snelle verbindingsopbouw maakte het aantrekkelijk de verbinding op commando te openen en te sluiten. Bovendien kon er tijdens een (soms langdurige) internetverbinding normaal getelefoneerd worden over het tweede B-kanaal. Vooral bij het versturen van grote hoeveelheden data door ontwerpafdelingen, drukkerijen e.d. was ISDN populair omdat meerdere B-kanalen te bundelen zijn tot één snellere verbinding. Het D-kanaal werd vaak gebruikt voor alarmering en pinbetalingen.
Met de komst van ADSL werd ook de noodzaak van een tweede B-kanaal voor scheiding van spraak en data minder. In Nederland wordt door de KPN daarom sinds februari 2005 ook ISDN-1 geleverd. De klant heeft daarbij de beschikking over één B-kanaal en twee telefoonnummers voor een abonnementstarief dat niet veel hoger is dan bij een analoge lijn. Iemand die ISDN-2 genomen had vanwege de voordelen voor het gebruik voor internet maar nu een ADSL-verbinding heeft, vermijdt hiermee de kosten voor het omzetten van ISDN naar een analoge lijn en eventuele nieuwe apparatuur en bekabeling.
ISDN was een aanzienlijk betere telefoontechniek dan de oudere analoge techniek. Veel oudere bedrijfstelefooncentrales zijn nog aangesloten op het telefoonnet middels ISDN-2, -15, -20 of -30. Inmiddels worden veel van deze telefooncentrales vervangen door nieuwere technieken, bijvoorbeeld door hosted telefooncentrales. Om kosten te besparen worden ook veel oudere telefooncentrales voorzien van modules zodat zij met VoIP naar de buitenwereld kunnen communiceren.
VoIP heeft ISDN inmiddels verdrongen op zowel de zakelijke markt als de consumentenmarkt. Redenen hiervoor zijn de flexibiliteit van VoIP en de lagere kosten, doordat er geen aparte infrastructuur hoeft te worden onderhouden. Het nadeel van VoIP, gebrek aan QoS (mindere kwaliteit doordat IP verkeer niet tijdkritisch is), is door verbetering van techniek inmiddels verwaarloosbaar. Daarnaast is het een feit dat de diverse telecom- /netwerk- /internet-leveranciers zo min mogelijk netwerktechnieken willen onderhouden, omdat dit kosten bespaart. Alles over IP is in principe goedkoper dan een apart netwerk voor telefonie, een apart netwerk voor Internet en een apart netwerk voor ATM. 'All-IP' is een uitdrukking die daarbij hoort. IP als protocol was al geschikt om te werken over allerlei onderliggende netwerktechnieken; de tendens is dan ook dat steeds meer netwerkprotocollen over IP getransporteerd worden. KPN heeft reeds aangegeven om op 1 september 2019 ISDN1 en ISDN2 uit te faseren. Voor ISDN15/20/30 geldt dat KPN deze dienstverlening tot 1 april 2022 zal blijven ondersteunen.
Tegen deze visie valt in te brengen dat de kabels waar het internetverkeer overheen gaat vaak in handen zijn van telefoonbedrijven en over dezelfde kabels vaak ook nog steeds normaal (analoog) telefoonverkeer loopt. Het prijsverschil tussen internettelefonie en klassieke telefonie is dus kunstmatig. De verwachting is dan ook dat telefoonbedrijven blijvend in staat zullen zijn hun telefoniediensten concurrerend te houden, dit over een infrastructuur die veel beter geschikt is voor telefonie dan het internet. De komst van telefonie over ADSL illustreert dit, en deze techniek is op ISDN gebaseerd en kan naar de consument zowel als analoge dienst als ISDN-dienst aangeboden worden.
Een andere reden dat het aantal ISDN gebruikers afneemt is VDSL, al dan niet in combinatie met bonding. Veel consumenten hebben slechts een of twee aderparen. Het is op een aderpaar niet mogelijk om VDSL en ISDN te combineren. VDSL moet dan op een vrij aderpaar worden aangesloten, wat dus niet altijd mogelijk is. Bonding vereist twee aderparen, waardoor ook consumenten met twee aderparen hun ISDN zullen moeten opzeggen als zij sneller internet willen.
ISDN is tegenwoordig dusdanig verweven met de telefooninfrastructuur dat in veel nieuwere technieken, zoals GSM en UMTS veel ISDN-principes zijn terug te vinden.